# John Neely Bryan
John Neely Bryan (Fayetteville, 24 de dezembro de 1810 — Austin State Hospital, 8 de setembro de 1877) foi um comerciante e um advogado americano. É conhecido por ter fundado a cidade de Dallas (estado de Texas) em 1841, e o Condado de Dallas em 1846.

## Juventude
Bryan nasceu, filho de James e Elizabeth (Neely) Bryan, em Fayetteville, Tennessee. Lá, ele frequentou a Fayetteville Military Academy e depois de estudar direito foi admitido na Ordem dos Advogados do Tennessee. Por volta do ano de 1833, ele deixou o Tennessee e se mudou para o Arkansas, onde era um comerciante indiano. De acordo com algumas fontes, ele e um parceiro de negócios estabeleceram Van Buren, Arkansas. 

## Explorando Dallas
Bryan visitou a área de Dallas em 1839 e, em 1841, estabeleceu um assentamento permanente, que eventualmente se tornou a florescente cidade de Dallas. 

## Estabelecimento de Dallas
Bryan foi muito importante para o início de Dallas - ele serviu como agente do correio, dono de uma loja, um operador de balsa (ele operava uma balsa onde a Commerce Street atravessa o rio Trinity hoje) e sua casa servia como tribunal. Em 1844, ele persuadiu JP Dumas a pesquisar e traçar o local de Dallas e, possivelmente, ajudá-lo com o trabalho. Bryan foi fundamental na organização do condado de Dallas em 1846 e na eleição pelos eleitores de Dallas como sua sede em agosto de 1850 (sobre as cidades de Cedar Springs e Oak Cliff). Quando Dallas se tornou a sede do condado, Bryan doou o terreno para o tribunal. Em 1843, ele se casou com Margaret Beeman, uma filha da família Beeman que se estabeleceu em Dallas de Bird's Fort. O casal teve cinco filhos. Outro Beeman, John, chegou a Dallas em abril de 1842 e plantou o primeiro milho.

## Gold rush

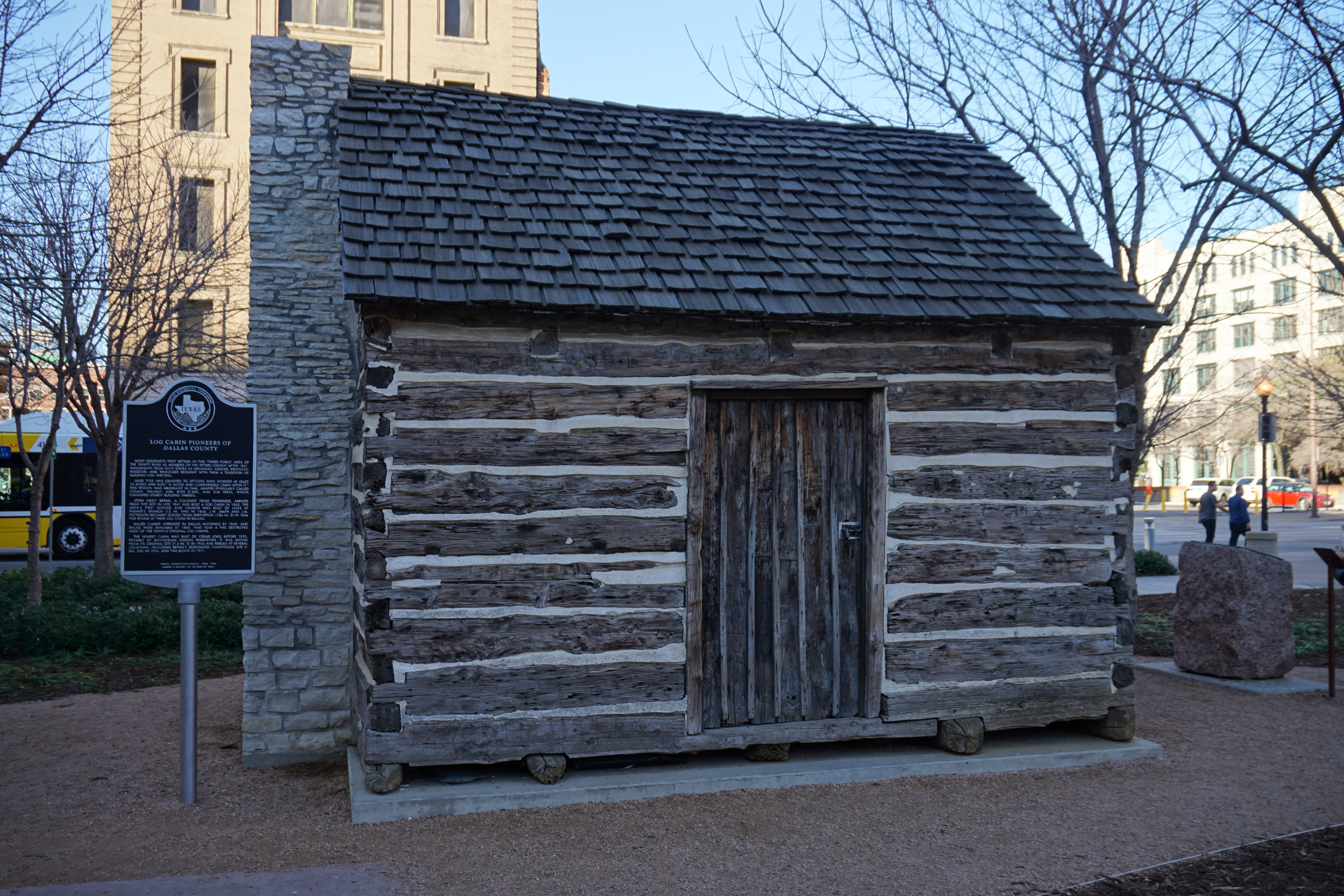
Replica of John Neely Bryan's cabin, Founders Plaza, Dallas, Texas.

Em 1849, Bryan foi para a Califórnia durante a corrida do ouro, mas voltou dentro de um ano. Em janeiro de 1853, foi delegado à convenção democrata do estado do Texas. Em 1855, Bryan atirou em um homem que havia insultado sua esposa e fugiu para a nação Creek. O homem que ele atirou se recuperou totalmente, e Bryan certamente teria sido informado, mas ainda assim Bryan não voltou a Dallas por cerca de seis anos. Durante esse tempo, ele viajou para o Colorado e a Califórnia, provavelmente em busca de ouro. Ele voltou a Dallas a tempo de participar de uma breve expedição militar contra os índios Comanche em 1860.

## Vida tardia
Bryan juntou-se ao Regimento de Cavalaria do Décimo Oitavo Texas do Coronel Nicholas H. Darnell no inverno de 1861 e serviu na unidade até o final de 1862, quando recebeu alta devido à idade avançada e problemas de saúde. Ele voltou para Dallas em 1862 e novamente se envolveu ativamente nos assuntos da comunidade. Em 1863, ele foi um curador da Dallas Male and Female Academy. Em 1866, durante uma enchente em Dallas, ele se destacou na ajuda aos afetados. Ele também presidiu uma reunião de cidadãos que impulsionou a Houston and Texas Central Railway a concluir a ferrovia através da cidade, e presidiu um comício que buscou obter plenos direitos políticos para todos os ex- confederados. Em 1871 e 1872, Bryan se tornou um dos diretores da Dallas Bridge Company, que construiu a primeira ponte de ferro sobre o rio Trinity. Ele também esteve na plataforma nas cerimônias de boas-vindas da Houston and Texas Central Railway quando o primeiro trem chegou à cidade em meados de julho de 1872.
Em 1874, a mente de Bryan estava claramente prejudicada; entretanto, não se sabe exatamente como. "Sou filho de John Neely Bryan, agora perante o tribunal", testemunhou Edward T. Bryan em 1º de fevereiro de 1877. "Meu pai é louco." Ele foi admitido no Texas State Lunatic Asylum em fevereiro de 1877 e morreu lá em 8 de setembro de 1877. Acredita-se que ele tenha sido enterrado em uma sepultura não identificada no quadrante sudeste do Austin State Hospital Cemetery. Em 2006, os descendentes de Bryan colocaram uma lápide no cemitério onde se lê "PVT 18 Texas CAV CSA 24 de dezembro de 1810 8 de setembro de 1877 Fundador de Dallas, Texas."
Em 1954, um marcador de granito branco em homenagem ao fundador de Dallas foi erguido pelo capítulo James Butler Bonham das Filhas da República do Texas no Cemitério Pioneer (Pioneer Plaza).
Uma grande placa com o nome "Bryan" e exibindo dois medalhões "Cidadão da República do Texas" em homenagem a John Neely Bryan e sua esposa está no cemitério de Riverside em Wichita Falls, Texas. Tem vista para os túmulos de Margaret Beeman Bryan (1825-1919), seu filho John Neely Bryan, Jr. (1846-1926) e outros membros da família.
Um marcador histórico do Texas "Beeman Memorial Cemetery", localizado a leste do centro de Dallas, perto da Dolphin Road, afirma que John Neely Bryan está enterrado no terreno da família Beeman de sua esposa, Margaret, e outros membros da família Beeman. Este cemitério é um tanto difícil de localizar, mas está localizado logo atrás de um grande cemitério judeu (Shearith Israel) na Dolphin Road, ao sul de Military Parkway.
O Bryan Pergola, localizado no Grassy Knoll em Dealey Plaza, Dallas, Texas, tem o nome de John Neely Bryan (1810-1877), o reconhecido fundador da cidade de Dallas.